# Chuck Ruff
 (août 2023).
La mise en forme du texte ne suit pas les recommandations de Wikipédia : il faut le « wikifier ».
Les points d'amélioration suivants sont les cas les plus fréquents :
- Les titres sont pré-formatés par le logiciel. Ils ne sont ni en capitales, ni en gras.
- Le texte ne doit pas être écrit en capitales (les noms de famille non plus), ni en gras, ni en italique, ni en « petit »…
- Le gras n'est utilisé que pour surligner le titre de l'article dans l'introduction, une seule fois.
- L'italique est rarement utilisé : mots en langue étrangère, titres d'œuvres, noms de bateaux, etc.
- Les citations ne sont pas en italique mais en corps de texte normal. Elles sont entourées par des guillemets français : « et ».
- Les listes à puces sont à éviter, des paragraphes rédigés étant largement préférés. Les tableaux sont à réserver à la présentation de données structurées (résultats, etc.).
- Les appels de note de bas de page (petits chiffres en exposant, introduits par l'outil «  Source ») sont à placer entre la fin de phrase et le point final[comme ça].
- Les liens internes (vers d'autres articles de Wikipédia) sont à choisir avec parcimonie. Créez des liens vers des articles approfondissant le sujet. Les termes génériques sans rapport avec le sujet sont à éviter, ainsi que les répétitions de liens vers un même terme.
- Les liens externes sont à placer uniquement dans une section « Liens externes », à la fin de l'article. Ces liens sont à choisir avec parcimonie suivant les règles définies. Si un lien sert de source à l'article, son insertion dans le texte est à faire par les notes de bas de page.
- La présentation des références doit suivre les conventions bibliographiques. Il est recommandé d'utiliser les modèles {{Ouvrage}}, {{Chapitre}}, {{Article}}, {{Lien web}} et/ou {{Bibliographie}}. Le mode d'édition visuel peut mettre en forme automatiquement les références.
- Insérer une infobox (cadre d'informations à droite) n'est pas obligatoire pour parachever la mise en page.

Pour une aide détaillée, merci de consulter Aide:Wikification.
Si vous pensez que ces points ont été résolus, vous pouvez retirer ce bandeau et améliorer la mise en forme d'un autre article.
Charles William Ruff III (25 mai 1951 – 14 octobre 2011) était un batteur américain bien connu pour son travail avec Edgar Winter sur la pièce bien connue Frankenstein du Edgar Winter Group.

## Biographie
Chuck est né à Reno, Nevada, le 25 mai 1951, de Charles W. "Bill" Ruff II et Georgie Ruff.
Il a joué dans le groupe rock Sawbuck avec Ronnie Montrose et Bill Church de 1968 à 1970. Chuck et Montrose ont ensuite rejoint Edgar Winter avec Dan Hartman et Rick Derringer pour former The Edgar Winter Group en 1972. C'était avec ce groupe qu'il a eu ses plus grands succès. L'album "They Only Come Out at Night" (1973) présentait l'instrumental Frankenstein, qui atteignit la première place aux États-Unis en mai 1973, et le top 15 des singles. L'autre succès de l'album, Free Ride de Dan Hartman, a atteint la 14e place la même année. L'album suivant, Shock Treatment (1974), présentait les morceaux "River's Risin'" et "Easy Street", qui figuraient également dans les charts. Les autres albums du groupe sont The Edgar Winter Group With Rick Derringer (1975) et Together: Edgar Winter and Johnny Winter Live (1990), ce dernier est toutefois sorti sous le nom jumelé des frères Winter, il fut enregistré en concert en 1976 alors que ceux-ci jouaient ensemble avec leurs groupes respectifs.
En 1977, Chuck rejoint Sammy Hagar et joue sur les albums Street Machine (1979), Danger Zone (1979), Loud & Clear (1980)  et Live 1980 (1983), y compris la chanson Bad Reputation, qui est dans le film Up the Academy.
Au cours de ses dernières années, il a continué à jouer de la musique à Reno, Nevada, avec son propre groupe Chuck Ruff Band, puis avec le Max Volume Band (il a joué de la batterie sur l'album de 2007 Illuminaughty) et son dernier projet, Geezersläw.
En 1967, Chuck est sorti avec Kristine (Krissy) Pickering, qui siège désormais à la Cour suprême du Nevada, depuis le 29 octobre 2020.
Il est décédé à San Francisco le 14 octobre 2011, après une longue maladie. Il laisse dans le deuil ses deux fils, Dustin et Damian.
Chuck a joué sur des batteries Gretsch tout au long de sa carrière.

## Discographie
- 1969 : Halloween Classics: Hellbent For Halloween - Artistes variés
- 1969 : The Johnny Winter Story - Johnny Winter - Compilation néo-zélandaise
- 1972 : Sawbuck – Sawbuck - Filmore Records
- 1972 : They Only Come Out at Night – The Edgar Winter Group - Epic Records
- 1974 : Shock Treatment – The Edgar Winter Group - Epic Records
- 1975 : Jasmine Nightdreams – Edgar Winter - Blue Sky Records
- 1976 : The Edgar Winter Group With Rick Derringer - Blue Sky Records
- 1979 : Street Machine – Sammy Hagar - Capitol Records
- 1979 : Danger Zone – Sammy Hagar - Capitol Records
- 1980 : Loud & Clear - Sammy Hagar
- 1983 : Live 1980 - Sammy Hagar
- 1984 : Use It or Lose It – Michael Furlong Band - Atlantic Records
- 1985 : Fatal Attraction – Adam Bomb
- 1986 : Edgar Winter Collection - Edgar Winter - Compilation.
- 1990 : Together: Edgar Winter and Johnny Winter Live  - Album live enregistré en 1976 mais publié en 1990
- 1994 : A Rock N' Roll Collection - Johnny Winter - Compilation
- 1994 : Max Weinberg Presents: Let There Be Drums! Vol. 3 - Artistes variés
- 1996 : Rock and Roll Hoochie Koo: The Best of Rick Derringer - Rick Derringer - Compilation
- 1999 : Rock: The Train Kept A Rollin' - Artistes variés
- 2002 : The Best of Edgar Winter - Edgar Winter - Compilation
- 2007 : Illuminaughty – The Max Volume Band - Tadzhiq Music Group
- 2009 : The Johnny Winter Anthology - Johnny Winter - Compilation
- 2014 : True to the Blues: The Johnny Winter Story Johnny Winter - Coffret Compilation 4 CD
- 2016 : The Definitive Collection - Edgar Winter - 2 CD - Compilation

## Apparitions télévisées
- In Concert (1972)
- Kenny Rogers and the First Edition : Rollin' on the River (1973)
- Flipside (1973)
- Don Kirshner's Rock Concert (1974)
- The Midnight Special (1974)
- The Old Grey Whistle Test (1974)
- American Bandstand (1985)